# Tamás Kásás
Tamás Kásás, nacido en Budapest el 20 de julio de 1976, es un jugador internacional húngaro de waterpolo, su padre es Kásás Zoltán, fue también jugador de waterpolo.

## Biografía
Tamás es descrito como el mejor defensa de la década 2000. Comenzaron a llevarle a las piscinas a la edad de un año. Su padre, Zoltán, ganador de la medalla de plata en waterpolo en Múnich 1972, le introdujo en el waterpolo a los 6 años
Su debut olímpico tuvo lugar en Atlanta 1996, en el que la selección húngara acabó cuarta. Fue nombrado MVP de la FINA World Cup de 2002.
Comenzó jugando en KSI, luego fue al Ferencváros y luego al Újpest. A partir de ahí, ficha por el Posillipo Italia en 1997, cuando el jugador acaba de ganar una Copa LEN y el título europeo con el equipo nacional. En la final del Campeonato Europeo de Sevilla Kasas marca todos los goles de su equipo en la victoria sobre Yugoslavia por 3-2.
En Nápoles tiene muchos éxitos: la Copa de Europa en 1998, el Scudetto en 2000 y 2001, la Copa de la UEFA Ganadores de Copa en 2003. Luego, de vuelta a casa para jugar en Vasas, pero pierde la final contra el escudo Honved de Budapest. Es una vez más empleado por un equipo italiano en 2004 y para que Kasas se trasladó a Savona, donde todavía juego y con el que ganó el 2005 Scudetto. En la temporada 2006 - 2007, Kasas pasa a fichar por el Pro Recco.
En 2010 es elegido mejor deportista FINA de la década en la disciplina de waterpolo masculino.

## Clubes
- KSI ( Hungría)
- Ferencváros T.C. ( Hungría)
- Újpest TE ( Hungría)
- Circolo Nautico Posillipo ( Italia)
- Pro Recco ( Italia)

## Palmarés
Como jugador de club
- Dos Copas de Europa (1998,2006)
- Una Copa LEN (1998,2006)
- Cinco campeonatos italianos (2000,2001,2005,2006, 2008)

Como jugador de la selección húngara de waterpolo
- Oro en los juegos olímpicos de Pekín 2008
- Bronce en el campeonato europeo de waterpolo Málaga 2008
- Plata en el campeonato mundial de waterpolo Melbourne 2007
- Plata en el campeonato europeo de waterpolo Belgrado 2006
- Plata en el campeonato mundial de waterpolo Montreal 2005
- Oro en los juegos olímpicos de Atenas 2004
- Bronce en el campeonato europeo de waterpolo Kranj 2003
- Oro en el campeonato mundial de waterpolo Barcelona 2003
- Bronce en el campeonato europeo de waterpolo Budapest 2001
- Oro en los juegos olímpicos de Sídney 2000
- Oro en el campeonato europeo de waterpolo Florencia 1999
- Plata en el campeonato mundial de waterpolo Perth 1998
- Oro en el campeonato europeo de waterpolo Sevilla 1997
- Plata en el campeonato europeo de waterpolo Viena 1995